# Мурджень
Мурджень, Мурджені (рум. Murgeni) — місто у повіті Васлуй в Румунії. Адміністративно місту підпорядковані такі села (дані про населення за 2002 рік):
- Киржа (1208 осіб)
- Лецешть (403 особи)
- Раю (720 осіб)
- Серецень (447 осіб)
- Скінень (616 осіб)
- Флорень (641 особа)

Місто розташоване на відстані 247 км на північний схід від Бухареста, 52 км на південний схід від Васлуя, 110 км на південь від Ясс, 87 км на північ від Галаца.

## Населення
За даними перепису населення 2002 року у місті проживали 7674 особи.
Національний склад населення міста:
| Національність | Кількість осіб | Відсоток |
| -------------- | -------------- | -------- |
| румуни         | 6627           | 86,4%    |
| цигани         | 1046           | 13,6%    |
| німці          | 1              | < 0,1%   |

Рідною мовою назвали:
| Мова      | Кількість осіб | Відсоток |
| --------- | -------------- | -------- |
| румунська | 6664           | 86,8%    |
| циганська | 1010           | 13,2%    |

Склад населення міста за віросповіданням:
| Релігія       | Кількість осіб | Відсоток |
| ------------- | -------------- | -------- |
| православні   | 7134           | 93,0%    |
| п'ятдесятники | 521            | 6,8%     |
| адвентисти    | 15             | 0,2%     |
| римо-католики | 3              | < 0,1%   |
| лютерани      | 1              | < 0,1%   |

## Зовнішні посилання
- Дані про місто Мурджень на сайті Ghidul Primăriilor [Архівовано 18 червня 2009 у Wayback Machine.]